# Hekatombe
Hekatombe (Oudgrieks: ἑκατόμβη, hekatómbê < ἑκατόν / hekatón, « honderd » + βοῦς, boũs, « rund ») is een offer van honderd runderen.

## Hekatombe
De term hekatombe wordt vooral in de Homerische gedichten overdrachtelijk gebruikt voor elke openlijke en plechtige offerande van een groter aantal dieren dan men gewoonlijk offerde. Aldus vinden we in de Ilias een hekatombe van twaalf runderen, een andere van vijftig rammen en in de Odysseia een van eenentachtig runderen. Hieruit blijkt dat in plaats van runderen ook wel schapen en geiten werden geofferd. Het grootste gedeelte van het vlees werd bij zulke gelegenheden onder het verzamelde volk uitgedeeld.

## Hekatombaia
Hekatombaia (Ἑκατομβαῖα, Hekatombaĩa) is de naam die algemeen gebruikt wordt voor elk offer van een hekatombe. De voornaamste Griekse festivals hebben een dergelijke plechtigheid.

### Apollonische Hekatombaia
De Apollonische Hekatombaia werden gevierd in Athene ter ere van Apollon Hekatobeios in de maand hekatombaion, die haar naam ontleende aan het ritueel. Over de aard van dit festival zijn we niet ingelicht. Naar het voorbeeld van de Atheense Hekatombaia werden plechtige offers aan Apollon Hekatombaios gebracht te Mikonos, waar men hem een stier en tien schapen offerde, te Amorgos, zonder twijfel bij de tempel van de Delische Apollon van Minoa, waarbij het offer gepaard ging met muziekwedstrijden, en tot slot bij de Aenianes, waar men een hekatombe offerde aan Apollon samen met een stier aan Zeus.

### Atheense Hekatombaia
De Atheense Hekatombaia, ter ere van Athena Polias, waren geen apart festival, maar maakten deel uit van het festival van de Panathenaeën, in de maand hekatombaion. De hekatombe werd zowel tijdens de grote als de kleine Panathenaeën geofferd. Het offer, dat volgde op een grote processie, vond plaats op het grote Altaar van Athena Polias, waar alle vaarzen werden geofferd, behalve één die werd gereserveerd voor het altaar van Athena Nike. Een religieuze maaltijd volgde op het offer, en het vlees werd vervolgens uitgedeeld onder het volk. De Atheense kolonies deelden in de kosten voor de hekatombes.

### Argivische Hekatombeia
De Argivische Hekatombeia waren eveneens geen onafhankelijk festival. De plechtige hekatombe was niet meer dan een belangrijk onderdeel van het grote festival van de Hera van Argos, de Heraia. De teksten duiden op een nauwe band, die de verschillende plechtigheden verbindt: processies, offers, spelen. In een bepaalde periode waren de termen Heraia en Hekatombaion synoniemen van elkaar geworden. Naar het voorbeeld van Argos, had ook Egina haar Hekatombaia, een festival van Hera. Tot slot vermeldt Strabo een soortgelijk, gelijknamig, jaarlijks feest in Lacedaemonië.

## Voetnoten
1. ↑  Etym. mag. p. 321; Theodor Mommsen, Heortologie, p. 105; Hermann, Gr. Alterth. § 54, 6 en 7; Preller, Griech. Myth.4, I, p. 256 en 263.
2. ↑  Bekker, Anecd. p. 247, Plut., Thes. 12.
3. ↑  Dittenberger, Sylloge 373, Bull. de corr. hell. XII (1888), p. 461.
4. ↑  Weil, Athen. Mittheilung. I (1876), p. 337; Bull. de corr. hell. VIII (1884), p. 441.
5. ↑  Plut., Quaest. graec. 13; Hermann, Gr. Alt. II, § 64, 23.
6. ↑  Mommsen, Heortologie, p. 195; Hermann, Gr. Alt. II, § 54, 17.
7. ↑  CIG 147, 157; Corp. Inscr. Att. II 163; 741 a, I. 36.
8. ↑  Corp. Inscr. Att. II 163; Rhangabé, Antiq. hell. II, 814, p. 439; Dittenberger, Sylloge 380; Boeckh, Staatsh. II3, p. 8, 121.
9. ↑  Aristoph., Schol. Nub. 385; Rhangabé, Antiq. hell. II, 785b.
10. ↑  Pindarus, Nem. X 22 en Schol. Olymp. VII 83; Hesych., s.v.; Schoemann, Gr. Alterth. II3, p. 515; Hermann, Gr. Alterth. II, § 52, 1; Preller, Griech. Myth.4, I, p. 160, 168.
11. ↑  CIG 1515, 1715; Corp. Inscr. Att. II 1367.
12. ↑  Pind., Schol. Pyth. VIII 113; Hermann, Gr. Alterth. II, § 52, 20; Schoemann, Gr. Alterth. II3, p. 515; O. Mueller, Aegin., p. 140, 148.
13. ↑  Strab., VIII 4, 11, 362; Hermann, Gr. Alterth. II, § 53, 38; Le Bas-Foucart, Inscr. du Pélop., p. 161.